# Генрі Аддо
Генрі Аддо (англ. Henry Addo, нар. 1 травня 2003) — ганський футболіст, півзахисник ізраїльського клубу «Маккабі» (Тель-Авів). Виступав також за клуб «Жиліна». Чемпіон Ізраїлю.

## Ігрова кар'єра
Генрі Аддо народився 2003 року. Розпочав грати у футбол у ганській дочірній команді словацького клубу «Жиліна» «Жиліна Африка», пізніше перебрався до Словаччини, де грав за юнацьку команду «Жиліни». У 2021 році Аддо розпочав грати за головну команду клубу «Жиліна», в якій виступав до 2024 року, взявши участь у 22 матчах чемпіонату. З 2024 року ганський півзахисник грає у складі клубу «Маккабі» (Тель-Авів). У складі «Маккабі» футболіст у сезоні 2023—2024 років став чемпіоном Ізраїлю.

## Титули і досягнення
- Чемпіон Ізраїлю (2):

«Маккабі» (Тель-Авів): 2023–2024, 2024–25
- Володар Кубка Тото (1):

«Маккабі» (Тель-Авів): 2024–2025
- Володар Суперкубка Ізраїлю (1):

«Маккабі» (Тель-Авів): 2024